# KTV国民放送
KTV国民放送（こくみんほうそう、Korea TV）は大韓民国政府とその傘下機関の政策を国民に分かりやすく国政関連番組を製作、放送している大韓民国（韓国）の国営放送。前身は大韓ニュース。

## 歴史
- 1995年3月 - ケーブルテレビ公共チャンネルとして、『韓国放送K-TV』開局。
- 2002年3月 - スカイライフ及びインターネット放送開始。
- 2005年2月 - 「韓国政策放送」にチャンネル名を改称。
- 2014年1月 - 「KTV国民放送」にチャンネル名を改称。